# زردک بیهاری
زردک بیهاری (نام علمی: Barbus biharicus) گونه‌ای از ماهیان پرتوباله از سردهٔ زردک‌ماهی‌ها است که در رودخانه Sebes-Körös در مجارستان و رومانی یافت می‌شود.